# Плач Єремії
«Плач Єремії» (с укр. — «Плач Иеремии») — украинская рок-группа.

## История
Образована в феврале 1990 года, однако наиболее стабильные её участники — это основатель группы Тарас Чубай (гитара, вокал) и басист Всеволод Дячишин играют вместе ещё с 1985 года (группа «Циклон»). В первоначальный состав группы также вошли гитарист Олег «Білий» Шевченко, барабанщик Мирон Калитовський, арфистка Алина Лазоркина и виолончелист Олекса Пахолкив. Через год, на «Червоній руті» в Запорожье «Плач Єремії» занял второе место в жанре рок-музыки (первое место жюри решило не присуждать никому).
За время своего существования группа получила множество наград Украины в номинации рок-музыки и, время от времени, изменяла свой состав. Наибольшей популярностью группа пользуется на западе Украины, где считается культовой. Песни Плача Еремии — это уникальное явление украинской музыки, которое тяжело передать словами. Это преимущественно серьёзные, философские тексты, которые исполняются под аккомпанемент рок-группы. Музыка в песнях временами звучит жёстко, со временем переходит в спокойные баллады, а спустя некоторое время снова взрывается, переполненная эмоциями. Все это и придаёт песням, особый «львовский» колорит.
Популярная в народе песня «Вона» львовской группы «Плач Єремії» признана «Самым запоминающимся украинским хитом последней четверти века» по результатам опроса читателей @music.

## Текущий состав
- Тарас Чубай — вокал, гитары, струнные инструменты
- Всеволод Дячишин — бас
- Юрий Дуда — клавишные, труба
- Андрей Войтюк — ударные

## Альбомы
- 1992 — Останній грім
- 1993 — Двері, котрі насправді є
- 1995 — Най буде все як є…
- 1997 — Хата моя
- 1998 — Добре
- 1999 — Я піду в далекі гори
- 2000 — Як я спала на сені
- 2003 — Світло і сповідь

### Тарас Чубай
- 1988 — Постать Голосу
- 1998 — Наше Різдво
- 2000 — Наші партизани
- 2002 — Наш Івасюк
- 2003 — Подорож в країну Бас
- 2014 — Пісні самонаведення

### Компиляции
- 2002 — Рок Легенди України